# Philip Reilly
Phillip Vincent Reilly (Newark, 11 gennaio 1952) è un ex schermidore statunitense.

## Biografia
Ha partecipato ai Giochi della XXIII Olimpiade di Los Angeles nel 1984

## Palmarès
In carriera ha conseguito i seguenti risultati:
- Giochi Panamericani:

San Juan 1979: argento nella sciabola a squadre.
Caracas 1983: argento nella sciabola a squadre.